# Józef Szaniawski (zm. 1808)
Józef Szaniawski herbu Junosza (zm. 18 lutego 1808 roku) – opat komendatoryjny wąchocki w 1782 roku, kanonik krakowski, sędzia surogat konsystorza krakowskiego, członek konfederacji targowickiej województwa sandomierskiego.
Syn Filipa Nereusza i Ludwiki Załuskiej.
Odznaczony Orderem Świętego Stanisława w 1791 roku.